# Ched Evans
Chedwyn ("Ched") Evans (Rhyl, 28 december 1988) is een Welsh voetballer.Hij staat onder contract bij Sheffield United.

## Carrière
Evans werd als jongen in zijn geboorteplaats Rhyl gescout door John Reardon. In de jeugdopleiding van Chester City viel hij op door het scoren van veel doelpunten. In 2002 vertrok hij naar Manchester City, waarna de jeugdopleiding van Chester City op Reardons advies werd opgeheven.
In september van het jaar 2007 maakte Evans zijn debuut tijdens de 1-0-overwinning op Norwich City in de League Cup. Hij scoorde de week ervoor een hattrick in het tweede elftal tegen Sunderland.
Op 21 november 2007 verhuisde hij op huurbasis naar Norwich City tot 1 januari 2008. Hij maakte zijn debuut de week erna als invaller in de 3-1-overwinning op Blackpool.
Zijn eerste doelpunt voor de club scoorde hij na twee minuten in de met 2-1 gewonnen wedstrijd tegen Plymouth Argyle op 4 december 2007. Dit was zijn eerste wedstrijd als basisspeler.
Op 1 januari keerde hij zoals afgesproken terug naar Manchester City. Aanvankelijk werden de pogingen van Norwich manager Glenn Roeder voor een nieuwe verhuurperiode geweerd, maar op 10 januari 2008 werd hij alsnog opnieuw uitgeleend aan Norwich City. Hij kwam voor de club tien keer tot scoren in 28 duels.
In juli 2009 tekende Evans een driejarig contract bij Sheffield United.

## Veroordeling en gevangenisstraf
In 2011 werd Ched Evans beschuldigd van de verkrachting van een 22-jarige vrouw uit Rhyl, samen met mede-voetballer en vriend Clayton McDonald. In april 2012, werd Evans veroordeeld voor de verkrachting tot vijf jaar gevangenisstraf. In hoger beroep werd de straf bekrachtigd door het Hof van Beroep in november 2012. Op 17 oktober 2014 werd Ched Evans uit de gevangenis vrijgelaten.
Het slachtoffer werd na de veroordeling zodanig bedreigd dat ze een andere identiteit heeft gekregen.

## Statistieken
| Seizoen | Club                | Land      | Competitie     | Wedstrijden | Doelpunten |
| ------- | ------------------- | --------- | -------------- | ----------- | ---------- |
| 2007/08 | Manchester City     | Engeland  | Premier League | 0           | 0          |
| 2007/08 | → Norwich City      | Engeland  | Championship   | 28          | 10         |
| 2008/09 | Manchester City     | Engeland  | Premier League | 16          | 1          |
| 2009/10 | Sheffield United    | Engeland  | Championship   | 33          | 4          |
| 2010/11 | Sheffield United    | Engeland  | Championship   | 34          | 9          |
| 2011/12 | Sheffield United    | Engeland  | League One     | 36          | 29         |
| 2012/13 | Geen club           | Geen club | Geen club      | Geen club   | Geen club  |
| 2013/14 | Geen club           | Geen club | Geen club      | Geen club   | Geen club  |
| 2015/16 | Geen club           | Geen club | Geen club      | Geen club   | Geen club  |
| 2016/17 | Chesterfield FC     | Engeland  | League One     | 25          | 5          |
| 2017/18 | Sheffield United    | Engeland  | Championship   | 9           | 0          |
| 2018/19 | → Fleetwood Town FC | Engeland  | League One     | 11          | 6          |
| Totaal  | Totaal              | Totaal    | Totaal         | 192         | 64         |

Bijgewerkt op 7 jul 2008 20:31 (CEST)